# Fabinus Lukács
Fabinus Lukács (16. század – Eperjes, 1586) tanár.

## Élete
Poprádi származású, 1560 körül mint tanár működött; azután Wittenbergben tanult, ahonnét Eber Pál lelkész 1566. július 27-én kelt ajánlólevelével tért vissza hazájába s 1570-ig a késmárki iskola rektora volt; azután pedig az eperjesi iskolában tanított.

## Munkái
Exempla Declinationvm, Et Conivgationvm, Que sunt Anima Donati, Vtilissimis Regulis illustrata: Carmina Differentiaala. Item, Breves Et Pveriles praeceptiones de Orthographia, edita in vsum Scholae Eperiensis. Eperies, 1573. (Ebben említi a szerző, hogy Luther vallását követi, de magyar eredetű, s hogy Németországon kivűl Rómát is megjárta.)